# Megadeth
A Megadeth amerikai thrash metal együttes, melynek vezetője az alapító, gitáros, frontember, dalszerző Dave Mustaine. Az együttes 1983-ban alakult, miután Mustaine távozott a Metallicából.
Mint az amerikai thrash metal mozgalom egyik úttörő együttese, a Megadeth az 1980-as években szerzett nemzetközi hírnevet, de folyamatos tagcserék sújtották, részben a tagok közismert kábítószerproblémái miatt. A megtisztulást és a stabil felállást követően a Megadeth platina- és aranylemezek sorát jelentette meg, köztük a Grammy-díjra jelölt, 1992-es, dupla platina Countdown to Extinction nagylemezt. A Megadeth 2002-ben oszlott fel, miután Mustaine komoly idegkárosodást szenvedett a bal karjára, de az átfogó fizioterápiának köszönhetően 2004-ben Mustaine újjáalakította az együttest, és kiadta a The System Has Failed albumot, amely a Billboard 200-as albumlistájának 18. helyén debütált. Ezt követte a 2007-es United Abominations nagylemez, amely ugyanezen a listán a 8. helyen startolt. Legutóbbi albumuk a 2016-ban megjelent Dystopia, melynek címadó dala Grammy-díjat kapott a "Best Metal Performance" kategóriában az 59. díjátadón.
A Megadeth jellegzetes gitárstílusáról ismert, gyakran használnak komplex, bonyolult zenei átkötéseket és váltásokkal teli gitárszólókat. Mustaine szintén ismert sajátos „vicsorgó” énekstílusáról, akárcsak visszatérő dalszövegtémáiról mint a politika, háború, függőség és emberi kapcsolatok.
Mint a kereskedelmileg egyik legsikeresebb heavy metal zenekar, a Megadeth több mint 50 millió albumot adott el világszerte, és eddig összesen 12 alkalommal jelölték őket Grammy-díjra a Best Metal Performance kategóriában. Több mint három évtizedes pályafutása alatt a Megadethnek több mint húsz hivatalos tagja volt, de a zenekar motorja, fő dalszerzője és egyetlen eredeti tagja mindig Dave Mustaine maradt. A Megadethet a Metallicával, a Slayerrel és az Anthraxszel együtt mint a thrash metal „nagy négyesét” tartják számon.

## A zenekar története

### Kezdeti évek
1983 nyarán, alig két hónappal az után, hogy Dave Mustaine elhagyta a Metallicát – köztudottan alkohol- és drogproblémákkal küzdött ebben az időben, amiből rengeteg nézeteltérés adódott, így alig egy év közös zenélés után Hetfieldék kitették a zenekarból. Mustaine David Ellefson basszusgitárossal és Lee Rausch dobossal kiegészülve megalakította a Megadethet. Később Mustaine így emlékezett vissza erről az időszakról: „Amikor kidobtak a Metallicából csak vért akartam. Az ő vérüket. Gyorsabb és keményebb akartam lenni, mint ők.”
Mustaine a dühtől vezérelve sokkal gyorsabb számokat írt, mint korábban, emellett felgyorsította egy korábbi számát (Mechanix), amelyet még a Metallicában töltött évek alatt írt, és melyet Hetfieldék „The Four Horsemen” néven sokkal lassabban adtak ki. A Megadeth hat hónapon keresztül kutatott hiába a megfelelő énekes után, Mustaine elhatározta, hogy magára vállalja az énekesi szerepet is, amellett, hogy ő volt a csapat fő dalszerzője, szövegírója, ritmusgitárosa és gyakran a szólógitáros posztot is betöltötte. Ez az elszántsága, indulata egész karrierje során végigkövette.
1984 elején a csapat felvette első demóját a "Last Rites/Loved to Death", a "Skull Beneath the Skin", és a "Mechanix" dalokkal. Azonban az együttesnek ekkoriban nem volt állandó felállása, folyamatos tagcserék zajlottak. Kerry King (a Slayer gitárosa) is a csapat tagja volt jó néhány koncert erejéig, amíg Mustaine állandó gitáros után kutatott. Szeretett volna egy állandó felállást kialakítani. Alig néhány koncert után megérkezett Gar Samuelson, aki az első két stúdióalbumon foglalta el posztját a dobok mögött. A demólemez akkora sikert aratott, hogy aláírtak egy szerződést a New York-i székhelyű független lemezkiadóval, a Combat Recordsszal.

### Killing Is My Business... and Business Is Good! (1985–1986)
1985 elején az együttes 8000 dollárt kapott a Combat Recordstól, hogy készítsék el bemutatkozó albumukat. Mindazonáltal, hogy a pénz felét drogokra és alkoholra költötték, kénytelenek voltak kirúgni eredeti producerüket és maguk elkészíteni a lemezt. Ennek eredményeképpen rengeteg kritika érte az albumot rossz minősége miatt, de a rajta lévő számok hamar megismertették az emberekkel, mi is az a Megadeth. A Killing Is My Business... and Business Is Good! 1985 nyarán jelent meg, remekül vegyítve a thrash és a speed metal stílusjegyeit. Habár az album minősége nem volt túl jó, megcsillogtatták tudásukat, elindítva ezzel a Megadeth karrierjét.
Az album tartalmazza a Megadeth első feldolgozását, amely Nancy Sinatra klasszikus számának, a These Boots Are Made for Walking speed metal feldolgozása, melynek dalszövegét Mustaine javarészt átírta. A szám később rengeteg problémát okozott, amikor a dal eredeti szerzője, Lee Hazlewood, úgy vélte, hogy Mustaine változtatásai undorítóak és sértőek, és követelte azt, hogy távolítsák el a dalt az albumról. A jogi problémáktól tartva, és az ügy eldurvulása miatt a számot eltávolították az album minden 1995 utáni verziójáról. 2002-ben, amikor a lemezt sok másik Megadeth-albumhoz hasonlóan újra kiadták, a szám felkerült rá, a dalszöveget azonban cenzúrával sújtották. Dave Mustaine a Killing Is My Business... and Business Is Good! későbbi extra kiadásában található jegyzetekben erősen kritizálta Hazlewoodot.
1985 nyarán jött el a csapat első turnéjának időpontja, amelyben az Amerikai Egyesült Államokat és Kanadát járták körbe az Exciterrel kiegészülve. Azonban a Megadeth szólógitárosa, Chris Poland a turné alatt elhagyta a csapatot egy időre, helyére a koncertek alatt Mike Albert került. Poland később újra csatlakozott a Megadethhez 1985 októberében, nem sokkal a második album elkészítése előtt, amelyet még mindig a Combat Records felügyelete alatt rögzítettek.

### Peace Sells... but Who's Buying? (1986–1987)
Az eredetileg 1986 márciusában befejezett második album megsínylette a Combat Records kis költségvetését, az együttes elégedetlen volt az elkészült, összevágott anyaggal. Ez az elégedetlenség vezetett ahhoz, hogy aláírtak egy szerződést a Capital Recordsszal, amely egy nagyobb lemezkiadó volt, így az eddig elkészült számok kiadási jogait is megszerezte. Az új kiadó egy új producert, Paul Lanit rendelte a Megadethhez, hogy újrakeverje a már elkészült számokat. 1986 novemberében, egy évvel a lemez felvételeinek megkezdése után, a Capital Records végre kiadta a Megadeth második albumát, amely a Peace Sells... but Who's Buying? címet kapta. Ez az album jelentette a Megadeth számára a fordulópontot, az áttörést minden szempontból. Csak az USA területén több mint 1 millió példány kelt el belőle.
Figyelembe véve, hogy egy úttörő thrash metal album, a Peace Sells... but Who's Buying? sok ehhez hasonló kritikával lett gazdagabb: "Az egyik legbefolyásosabb metálalbum, és a kevés teljesen kész thrash metal albumok egyike.". Az album címadó dala, a "Peace Sells" vált az egyik legismertebb számmá a lemezről, a csapat első videóklipje is ez a dal lett, amit az MTV híres "Headbangers Ball" című műsora is sokat játszott. A "Peace Sells" 11. lett a VH1 "40 legjobb metálszám" válogatásán, és a szám elején lévő basszusgitár dallam évekig az MTV hírműsorának volt a nyitó zenéje. A "Peace Sells… but Who's Buying?" volt az első Megadeth-album, amelynek borítóját Ed Repka készítette, átdolgozva a csapat jelképessé vált figuráját, Vic Rattleheadet a mai formájára, ezzel megalapozva kapcsolatát a Megadethtel. Sok későbbi alkotás is neki köszönhető, ami a művészi munkákat illeti.
1987 februárjában a Megadeth lett az előzenekar Alice Cooper Constrictor turnéján, amelyet egy rövid turné követett, támogatva a Mercyful Fate-et az USA-ban. Cooper, miután felvilágosították arról mekkora mértékben fogyasztja az együttes a különféle drogokat, egy este elhívta a Megadeth tagjait a turnébuszába és megpróbálta felvilágosítani őket ennek a veszélyeiről. Ugyanezen év márciusában az együttes megkezdte első világ körüli turnéját, amely során az Egyesült Királyságban fő zenekarként tettek látogatást.
Az évek során fellépő problémák miatt, amik legfőképpen a tagok anyagi visszaélései miatt törtek felszínre, Gar Samuelsont és Chris Polandot kirúgták a csapatból 1987 júliusában, a turné utolsó állomását követően, Hawaiin. Mustaine azt állította, hogy Samuelson kezelhetetlenné vált miután ivott, helyére Chuck Behler került. Chris Poland pedig azért került ki a csapatból, mert Dave állítása szerint eladta az együttes felszerelését növekvő drogszükségleteinek fedezése miatt. A csapat következő So Far, So Good... So What! címmel ellátott albumán lévő "Liar" című szám is Chris Polandnak szól. Helyét azonnal átvette a Miracle gitárosa, Jay Reynolds. Azonban mikor elkezdtek dolgozni a következő albumon, Jay Reynolds helyét saját gitároktatója, Jeff Young vette át, így a So Far, So Good... So What! lemez felvétele már vele fejeződött be.

### So Far, So Good... So What! (1987–1989)
Az új kiadó nagyobb költségvetése, és Paul Lani producer segítségével megkezdődhetett az öt hónapon át tartó folyamat, amely alatt megszületett a Megadeth harmadik stúdióalbuma, a So Far, So Good... So What!. A felvételt – hasonlóan a korábbiakhoz – a kezdetektől problémák tarkították, úgymint Dave függőséggel való folyamatos csatája. Ezen kívül a másik probléma ismét a producerrel kapcsolatban merült fel, aki ragaszkodott ahhoz, hogy a dobokat és a cintányérokat külön vegyék fel (ez az eljárás ismeretlen volt a rockdobosok számára), emiatt rengeteg összetűzésbe került Mustaine-nel. Ez a végső keverésnél csúcsosodott ki, amikor Lani távozott a Megadeth kötelékéből, helyére Michael Wagener került, aki újrakeverte az elkészült számokat.
1988 januárjában a csapat kiadta a So Far, So Good... So What! albumot, és amíg az Egyesült Államokban a lemez platinává minősült, a kritikusok mégsem kedvelték. Sok hasonló elhangzott az új anyaggal kapcsolatban: " Az album nagyon félelmetesnek akar hangzani, de látszik rajta, hogy erőltetett". Az 1001 lemez, amit hallanod kell, mielőtt meghalsz című könyvben, a Rust in Peace album kritikájánál a lemezt borzalmasnak titulálták. Azonban sok legendássá vált számot tartalmaz az album, amelyeket koncerteken gyakran játszanak, például a "Set The World Afire" vagy az "In My Darkest Hour". Az "In My Darkest Hour"-t Mustaine régi zenésztársa emlékére írta, Cliff Burton halálakor. A szám rengeteg rajongó kedvencévé vált, és az óta csaknem minden koncerten eljátszotta az együttes. A lemez ezen kívül a legendás Sex Pistols-szám, az "Anarchy in the UK" feldolgozását is tartalmazza, melynek dalszövegét kissé átdolgozta Mustaine (aki később bevallotta, hogy rosszul hallotta a dalszöveget helyenként).
1988 júniusában a Megadeth feltűnt Penelope Spheeris dokumentumfilmjében (The Decline of Western Civilization II: The Metal Years), amely az 1980-as évek végén Los Angeles területén működő metálegyüttesekről, és -kultúráról számolt be, a glam metallal a középpontban. Az "In My Darkest Hour" videóját is Spheeris forgatta (aki ezen kívül a "Wake Up Dead" és az "Anarchy in the UK" számok klipjeiért is felelős), amely feltűnik a film végén. A Megadeth 1991-ben megjelent Rusted in Pieces VHS-én Dave Mustaine csalódásként gondol vissza a filmre, amely egymás mellé sorolta a Megadethet "más szar együttesekkel".
Hamarosan az együttes megkezdte turnéját az album népszerűsítése érdekében. Elsőként a Dio társaságában adtak le egy koncertet Európában 1988 februárjában, majd később csatlakoztak az Iron Maiden nyári turnéjához az Egyesült Államokban. Azonban ekkorra már feltűnt, hogy Chuck dobolási képességeivel problémák adódtak, Mustaine ezért felfogadta Nick Menzát akinek azt a feladatot szánták, hogy fejlessze Chuck dobtechnikáját, és ha esetleg nem tudná folytatni a turnét helyettesítse őt.
1988 augusztusában a Megadeth feltűnt a híres Monsters of Rock fesztiválon, olyan együttesek társaságában, mint a Kiss, az Iron Maiden, a Helloween, David Lee Roth és a Guns N’ Roses, így több mint 100 000 embernek zenélhettek. A Megadeth a jól sikerült koncert után bekerült a Monsters of Rock turnécsapatába, azonban az első koncert után kidobták őket. Nem sokkal ezután Dave kirúgta a csapatból Chuck Behler dobost és Jeff Young gitárost, az előttük álló ausztráliai turnét pedig lemondta.
1989 júliusában a dobverőket a csapattal már jó kapcsolatban lévő Nick Menza vette át. Mivel a csapat nem talált egy állandó gitárost időben, Alice Cooper "No More Mr. Nice Guy" című feldolgozásszámát háromtagú együttesként vették fel. A szám e verziója később az 1989-es Wes Craven-horrorfilmből köszönt vissza. Amíg az együttes új gitáros után kutatott 1989 nyarán, Mustaine-t letartóztatták, amiért ittas állapotban vezetett és belerohant egy parkoló járműbe, amelyben egy szolgálaton kívüli rendőrtiszt várakozott. A történés után nem sokkal rehabilitációs terápiára ítélték a Megadeth motorját, aki sok-sok éven át tartó függőség után talán most józanodott ki először.

### Rust in Peace (1990–1991)
Mustaine szerencsére nem esett vissza korábbi tíz éve fogságába, talán ez volt az a pillanat, amikor megváltozott, egy új, komolyabb Dave Mustaine lett. Elhivatottságát tovább jelezte, hogy újult erővel kezdett kutatni a megfelelő gitáros után. Ez alatt a hosszú időszak alatt rengeteg gitáros esetleges csatlakozása is felmerült, Eric Meyertől, (a Dark Angel gitárosa), Lee Altuson át (a Heathen gitárosa) egészen Dimebag Darrellig (Pantera). Darrell elfogadta Mustaine felkérését, azonban az a kikötése, hogy bátyja – aki a Pantera dobosa (Vinnie Paul) – is csatlakozhasson a csapatba nem teljesült, mert a dobokat már elfoglalta Nick Menza – szerencsére nem hálátlanul. Így Darrell végül visszautasította az ajánlatot. A Megadeth még mindig gitáros nélkül tengette hétköznapjait. Végül azonban az együttes megtalálta azt, akit keresett. Marty Friedmant Mustaine kezdetben visszautasította, hanyagolni próbálta (színes haja furcsának tűnt, nem ehhez a zenéhez illett), azonban miután meghallgatta szólóalbumát, rögvest meghívta a Megadethbe. Mustaine nem bánta meg döntését, Friedman új színt hozott a csapat játékába, miután 1990 februárjában hivatalosan is a csapat tagjává vált.
Az újjáéledt Megadeth 1990 márciusában, Mike Clink társproducer társaságában stúdióba vonult, hogy elkészítsék legnagyobb sikert arató albumukat, a Rust in Peacet. A csapat történetében először józanul dolgoztak a stúdióban, ezzel rengeteg olyan problémát és gondot kiküszöböltek, ami az előző albumok elkészítését nehezítette. Azonban még egy dolog jelezte, hogy a Megadeth megújult – Mike Clink producer volt az első olyan producer az együttes története során, aki a lemez elkészítésének elejétől a végéig a csapattal tartott.
1990. szeptember 24-én megjelent a várva várt negyedik album, a Rust in Peace a rajongók és a kritikusok kedvencévé vált, a csapat eddigi legnagyobb sikere lett. A lemez a Billboard Top 200-as listáján Amerikában a 23., Angliában a 8. helyen nyitott. Az új album stílusa, komplexitása, Dave új ötletei, Marty Friedman stílusa – és hogy az együttes végre megkomolyodott, összeérett – együttvéve vezettek ahhoz, hogy a kritikusok sok hasonlót jelentsenek ki: "A Megadeth legjobb zenei anyaga". Az albumot két kislemez, a "Holy Wars… The Punishment Due" és a "Hangar 18" kísérte, melyekből videóklip is készült és az együttes koncertjein csaknem minden alkalommal feltűnnek.
1990 szeptemberében a Megadeth csatlakozott a Slayer, a Testament és a Suicidal Tendencies zenekarokhoz a "Clash of the Titans" turné keretein belül. Októberben pedig ők voltak a nyitó zenekar a Judas Priest Painkiller turnéján – így sikerült 1991-ben a "Rock in Rio 2" fesztiválon 140 000 ember előtt játszaniuk. Az Európai koncertturné sikerei után, 1991 májusában a "Clash of the Titans" turné Amerika felé indult, melynek résztvevői a Megadeth, a Slayer, az Anthrax és az Alice in Chains voltak. Ugyanezen év júliusában, a csapat "Go to Hell" című száma a "Bill & Ted's Bogus Journey" című filmben tűnt fel. 1991-ben jelent meg a Megadeth első home-videója, a Rusted Pieces, amely tartalmazza a csapat addigi 6 klipjét és interjúkat a zenekari tagokkal.

## Tagok
Jelenlegi tagok
- Dave Mustaine – ének, gitár (1983–napjainkig)
- James LoMenzo – basszusgitár (2006-2010,2021-napjainkig)
- Teemu Mäntysaari – gitár, vokál (2023–napjainkig)
- Dirk Verbeuren – dobok (2016–napjainkig)

## Diszkográfia

### Stúdióalbumok
- Killing Is My Business… and Business Is Good! (1985)
- Peace Sells… but Who’s Buying? (1986)
- So Far, So Good… So What! (1988)
- Rust in Peace (1990)
- Countdown to Extinction (1992)
- Youthanasia (1994)
- Cryptic Writings (1997)
- Risk (1999)
- The World Needs a Hero (2001)
- The System Has Failed (2004)
- United Abominations (2007)
- Endgame (2009)
- Th1rt3en (2011)
- Super Collider (2013)
- Dystopia (2016)
- The Sick, the Dying… and the Dead! (2022)

### Minialbumok
- Hidden Treasures (1995)
- Cryptic Sounds: No Voices in Your Head (1998) (instrumentális változatok)

### Koncertlemezek
- Rude Awakening (2002)
- That One Night: Live in Buenos Aires (2007)
- Rust in Peace Live (2010)
- The Big 4 – Live from Sofia, Bulgaria (2010)
- Countdown to Extinction: Live (2013)

### Válogatásalbumok
- Capitol Punishment (2000)
- Still Alive... And Well? (2002)
- Greatest Hits: Back to the Start (2005)
- Warchest (2007) box set
- Anthology: Set the World Afire (2008)
- Icon (2014)
- Warheads on Foreheads (2019)